# Viljem II. Oranski
Viljem II. Oranski (nizozemsko: Willem II. van Oranje), knez Oranski, štatholder, * 27. maj 1626, Haag, † 6. november 1650, Haag.
Viljem II. je bil sin Friderika Henrika in grofice Amalie von Solms-Braunfels. Leta 1641 mu je oče izposloval poroko z Marijo Stuart, hčerko angleškega kralja Karla I. in s tem ustvaril zvezo med družinama Oranskih in Stuartov, ki je bila tako pomembna za kasnejši potek zgodovine.
Po očetovi smrti leta 1647, ob koncu mirovnih pogajanj v Münstru, je postal glavni poveljnik vojske in stadhouder (državni namestnik) v provincah Holandija, Zelandija, Utrecht, Overijssel, Gelderland in Groningen. Ni bil naklonjen miru. Pogajalci so pogodbo s Španijo podpisali in skupščine (zvezna in deželne) ratificirale v nasprotju z njegovim nasvetom.
Domišljav in jezljiv, brez izkušenj na bojnem polju, prvotno ni imel ugleda in ni bilo videti, da bo v dveh letih svojega stadhouderata pripeljal državo v zelo hudo politično krizo. Svoj vpliv je (po že preizkušeni metodi strica Mavricija) povečal tako, da se je povezal z ortodoksnimi kalvinisti, zanašal pa se je tudi na preproste množice, ki so bile v preteklosti vedno na strani Oranskih. Njemu naklonjeni duhovniki so začeli preganjati katoličane v obmejnih pokrajinah, kjer reformacija prej zaradi bližine Španije ni bila izpeljana do konca. Kritizirali so dominantno vlogo province Holandije in rušili ravnotežje med političnimi silami, za katerega se je tako prizadeval Viljemov oče. Ob vsemogočih izzivanjih pa so bile odločilne razlike v pogledih na potrebno velikost vojske.
Že v času mirovnih pogajanj so skupščine provinc (staten), s holandsko na čelu, močno zmanjšale financiranje vojske, tako da je leta 1648 štela le še 35.000 mož (leta 1642 preko 70.000) in leta 1649 samo še 29.250 mož. Ko je holandska skupščina izglasovala še nadaljnje zmanjšanje svojega deleža, ni šlo več le za vojsko, ampak za vprašanje, kdo je gospodar položaja, in Viljem se je odločil za akcijo. Po predhodnem dogovoru s stadhouderjem v Friziji, Willemom Frederikom, je 30. julija 1650 izvedel vojaški udar. V Haagu je dal zapreti 6 najvplivnejših predstavnikov mest v holandski skupščini (med njimi Jacoba de Witta, očeta kasnejšega vodje republikanske vlade Johana de Witta in Cornelisa de Graeff) in istočasno iz Gelderlanda poslal pod vodstvom Willema Frederika 12.000 mož, da bi zavzeli Amsterdam, najmočnejše mesto v nasprotnem taboru (z arminijanskim mestnim svetom). A vojsko, ki je ponoči korakala proti Amsterdamu, je opazil poštni kurir in obvestil mestne oblasti ravno še v pravem času, da so zaprle mestna vrata. Napad preko obzidja ni bil v načrtu in vojska je mesto obkolila. Sedaj se je knez lahko pogajal s stališča sile in izid je pokazal, da je bil gospodar položaja. Dva največja zagovornika zmanjšanja vojske je mestni svet izločil iz svoje sredine in preklical sklep o zmanjšanju vojske. Viljem je dosegel svoje in celo dobil priznanje od manjših provinc, ki so tako odkrito pokazale  antagonizem do bogatega Amsterdama. Viljem se je v zunanji politiki približal Franciji in zaostril odnose s Španijo a je že čez dva meseca umrl za črnimi kozami. Nepričakovana smrt je postavila politične razmere v državi na glavo. Na oblast je pripeljala republikansko stranko. Začelo se je 22 letno obdobje oblasti brez stadhouderata.
Viljemov edini sin in naslednik, kasnejši Viljem III., se je rodil po očetovi smrti. Očetovo vlogo je prevzel čez 22 let in leta 1683 postal tudi angleški kralj.